# Башня Новая Восточная (Чёрная)
Новая Восточная башня — одна из крепостных башен Старого замка города Каменец-Подольский. Построена в конце XVI века.
Башня создаёт восточный наружный угол Старого замка города Каменца-Подольского, выступая на 11,5 м за пересечение его восточной и северной стен. Построена над старым колодцем. Работы проводил военный инженер и архитектор Иов Брейтфус (Претфес). В 1672 году при повреждена при взрыве Чёрной башни и в этом же году отремонтирована с переделкой верхнего яруса. Во второй половине XVIII века из-за отсутствия воды в колодце была заброшена. В 1798 году, на двух нижних ярусах установлены колеса на рамках для подъёма воды. В начале XIX века в башне заложены все бойницы и сделана невысокая шатровая крыша.
Башня пятиугольная в плане с размерами сторон 10,5 — 13,8 метров, короткой стороной обращена во двор. Каменные стены с небольшим положительным уклоном, их высота со стороны дороги 11, со двора — 5 метров. Вход в первый ярус по широкой наружной каменной лестнице, расположенной вдоль восточной стены замка, во второй ярус — с уровня двора замка. Толщина напольных стен башни 3 — 3,2 метра, дворовой стены 1 метр. Бойницы первого и второго ярусов — с расширяющимися на обе стороны щеками. В третьем ярусе, на северо-восточной и восточной стенах, обустроены высокие оконные проемы, перекрытые лучковой перемычкой. Перекрытия плоские по балкам. На втором ярусе сохранилось колесо диаметром 4,5 метра, установленное на раме, при помощи которого осуществлялся подъём воды. На двух фасадах башни, выходящих к дороге, на высоте 6 и 7 метров в кладку вставлены каменные ядра. На восточном фасаде, между вторым и третьим ярусами, сохранилась памятная белокаменная плита с датой «1544» и именем строителя башни — «Иов Претфес». Колодец башни глубиной от уровня дворе 40,7 метров сделан в материковой скале.
В 1974 году в башне были восстановлены перекрытия, бойницы, каменная лестница, белокаменный портал, заполнение.
Памятник является примером переходного этапа от средневековой к новой фортификации, по типу возможно является вариацией бастеи.